# 1962年电影

## 第一屆金馬獎
- 最佳劇情片——《星星月亮太陽》（電懋公司出品）
- 最佳導演——陶秦《千嬌百媚》
- 最佳男主角——王引《手槍》
- 最佳女主角——尤敏《星星月亮太陽》